# Lhota (district de Kladno)
Pour les articles homonymes, voir Lhota.
Lhota (en allemand : Böhmisch Lhota) est une commune du district de Kladno, dans la région de Bohême-Centrale, en Tchéquie. Sa population s'élevait à 656 habitants en 2020.

## Géographie
Lhota se trouve à 9 km au sud-ouest de Kladno et à 31 km à l'ouest de Prague.
La commune est limitée par Žilina au nord, par Družec à l'est, par Bratronice et Běleč au sud, et par Lány à l'ouest et au nord-ouest.

## Histoire
La première mention écrite de la localité date de 1530.